# Charles Renouard
Pour les articles homonymes, voir Renouard.
Augustin Charles Renouard (Paris, 22 octobre 1794 - château de Stors, 17 août 1878) est un juriste, moraliste et homme politique français, connu surtout pour ses travaux sur la propriété intellectuelle.

## Biographie
Fils du libraire Antoine-Augustin Renouard et petit-fils du marquis Charles-Grégoire de Beauchamps, il fut destiné à la littérature par son père, lorsque celui-ci eut quitté sa première profession pour s'occuper de librairie. Il fut élève du Pensionnat normal, de 1812 à 1815, professa la philosophie comme répétiteur, puis étudia le droit et fut reçu avocat. Conseiller d'État et secrétaire général du ministère de la Justice, il fut élu député de la Somme en 1831 et siégea dans les rangs de la majorité conservatrice. Il fut réélu, le 21 juin 1834, contre Labitte et Mary. Renouard ne tarda pas à devenir un des membres les plus en vue de la Chambre des députés : il parut plusieurs fois à la tribune et prit une part importante à la discussion de la loi de l'instruction primaire, et à celle de la loi sur les faillites et banqueroutes. Nommé, en 1837, conseiller à la Cour de cassation, il obtint, à la suite de cette promotion, la confirmation de son mandat législatif. Il regagna son siège en 1839 et suivit, jusqu'en 1842, la même ligne politique que précédemment. Il fut nommé pair de France en 1846.
Renouard conserva sous l'Empire ses fonctions de conseiller à la Cour de cassation jusqu'en 1869 ; il reçut alors le titre de conseiller honoraire. Pendant cette période, il partagea son temps entre les travaux de sa charge et ceux de la Société d'économie politique dont il était un des vice-présidents. En 1861 il fut élu membre de l'Institut de France (Académie des sciences morales et politiques). Nommé procureur général près la Cour de cassation le 21 avril 1871, il put, malgré son âge, prendre la parole dans plusieurs affaires importantes, notamment dans celles du président Devienne et des commissions mixtes. 
Il fut élu sénateur inamovible en 1876, en remplacement du général Letellier-Valazé, décédé. Renouard prit place au centre gauche, vota avec le parti conservateur, et se prononça, le 23 juin 1877, contre la dissolution de la Chambre des députés. Il avait très nettement pris parti contre le gouvernement du Seize-Mai, et avait donné, dès le 17, sa démission de magistrat. Il fut alors choisi comme président du comité de jurisconsultes, dit « de résistance légale », qui dirigea la campagne contre le ministère Fourtou-de Broglie. Il soutint ensuite le cabinet Dufaure et mourut l'année suivante.
En matière de droit, ses travaux sur la propriété, et plus particulièrement sur la notion de propriété intellectuelle, font encore référence dans les débats des juristes et des législateurs, tant en France que dans les instances internationales. Le droit français lui doit notamment le concept et le terme de droit d'auteur :

« C'est à A.-Ch. Renouard que la doctrine française doit l'expression « droit d'auteur », mais aussi, dans une large mesure, l'idée principale qu'elle exprime — la théorie des droits moraux — et sans doute, pour faire bonne mesure, la chose elle-même, en tant qu'il fut un des principaux acteurs du rejet par le droit positif de la notion de « propriété littéraire », aussi bien dans la législation, en tant que député, que dans la jurisprudence, en tant que conseiller, puis procureur général à la Cour de cassation. »

Gendre de l'ingénieur Pierre-Simon Girard, il est le père d'Alfred Renouard, fondateur avec Adolphe d'Eichthal de la Compagnie des Salins du Midi, et le grand-père de Philippe Renouard. Il est également le beau-père de l'anatomiste Alfred Richet.

## Principales publications
- Éléments de morale (1818)
- Considérations sur les lacunes de l'éducation secondaire en France (1824)
- Mélanges de morale, d'économie et de politique, extraits des ouvrages de Benjamin Franklin, et précédés d'une notice sur sa vie (1824), lire en ligne sur Gallica
- Traité des brevets d'invention, de perfectionnement et d'importation ; suivi d'un appendice contenant le texte des lois et règlements rendus en France ; un précis de la législation anglaise ; les lois des États-Unis de l'Amérique septentrionale et des Cortès d'Espagne (1825)
- Mémoires sur la vie de Benjamin Franklin, écrits par lui-même. Traduction nouvelle (1828)
- Traité des droits d'auteur, dans la littérature, les sciences et les beaux-arts (2 volumes, 1838-1839)
- Traité des faillites et banqueroutes (2 volumes, 1842)
- Du droit industriel dans ses rapports avec les principes du droit civil sur les personnes et sur les choses (1860)